# Temperatuurvereffeningscoëfficiënt
De temperatuurvereffeningscoëfficiënt of warmtediffusiviteit (conventioneel symbool: {\displaystyle \alpha }) is de warmtegeleidingscoëfficiënt {\displaystyle \lambda } (in W/K/m) gedeeld door de soortelijke warmte bij constante druk {\displaystyle c_{p}} (in J/K/kg) en gedeeld door de massadichtheid {\displaystyle \rho } (in kg/m3):
{\displaystyle \alpha ={\frac {\lambda }{\rho \cdot c_{p}}}}
Ze wordt uitgedrukt in de eenheid {\displaystyle \mathrm {m} ^{2}/\mathrm {s} }. De coëfficiënt komt voor bij diffusie van warmte en is een materiaaleigenschap. De coëfficiënt speelt bij diffusie van warmte een soortgelijke rol als de fasesnelheid bij golfverschijnselen.

## Voorbeelden
| Materiaal | Warmtediffusiviteit (m2/s) |
| --------- | -------------------------- |
| Aluminium | 8,6 10−5                   |
| Baksteen  | 3,8 10−7                   |
| Gietijzer | 1,2 10−5                   |
| Graniet   | 1,1 10−6                   |
| Koper     | 1,14 10−4                  |
| Water     | 1,44 10−7                  |
| Zilver    | 1,71 10−4                  |

## Meetmethoden
Er bestaan verschillende methoden voor het bepalen van de temperatuurvereffeningscoëfficiënt. Voor plastics zijn gestandaardiseerde methoden voor het bepalen van de thermische geleidbaarheid en de temperatuurvereffeningscoëfficiënt beschreven in de internationale norm ISO 22007:
- ISO 22007-2: Niet-stationaire vlakke warmtebronmethode (warme schijf)

Een dunne warmtebron, die tevens als temperatuursensor fungeert, wordt geplaatst tussen twee plaatjes van het te meten materiaal. De warmte die de bron genereert dissipeert door het materiaal en de sensor meet de temperatuursverandering van het materiaal in functie van de tijd, waaruit de temperatuurvereffeningscoëfficiënt kan bepaald worden.
- ISO 22007-3: Warmtegolfanalysemethode

Op een bepaald punt van het specimen wordt een temperatuursoscillatie gegenereerd door het te verwarmen met een laserstraal waarvan de intensiteit sinusoïdaal varieert. Vanuit dat punt verspreidt zich een warmtegolf door het materiaal. Als deze golf zich verspreidt, zal hij onderhevig zijn aan demping en faseverschuiving. De mate waarin dit gebeurt hangt af van het materiaal. Door deze op een ander punt van het specimen te bepalen kan de temperatuurvereffeningscoëfficiënt berekend worden.
- ISO 22007-4: Laserflitsmethode

Met een korte energiepuls uit een laser wordt één zijde van een vlak specimen verhit. De verandering van de temperatuur aan de andere zijde wordt gedetecteerd. Uit de snelheid waarmee de temperatuur verandert en de dikte van het materiaal kan de temperatuurvereffeningscoëfficiënt berekend worden.